# Кейро (Західна Вірджинія)
Кейро (англ. Cairo) — місто (англ. town) в США, в окрузі Рітчі штату Західна Вірджинія. Населення — 176 осіб (2020).

## Географія
Кейро розташоване за координатами 39°12′26″ пн. ш. 81°9′13″ зх. д. / 39.20722° пн. ш. 81.15361° зх. д. (39.207326, -81.153691).  За даними Бюро перепису населення США в 2010 році місто мало площу 1,26 км², з яких 1,22 км² — суходіл та 0,04 км² — водойми.

## Демографія
Згідно з переписом 2010 року, у місті мешкала 281 особа в 118 домогосподарствах у складі 71 родини. Густота населення становила 223 особи/км².  Було 151 помешкання (120/км²).
Расовий склад населення:
| - 100,0 % — білих |

До двох чи більше рас належало 0,0 %. Частка іспаномовних становила 0,0 % від усіх жителів.
За віковим діапазоном населення розподілялося таким чином: 23,5 % — особи молодші 18 років, 61,9 % — особи у віці 18—64 років, 14,6 % — особи у віці 65 років та старші. Медіана віку мешканця становила 40,6 року. На 100 осіб жіночої статі у місті припадало 108,1 чоловіків;  на 100 жінок у віці від 18 років та старших — 102,8 чоловіків також старших 18 років.
Середній дохід на одне домашнє господарство  становив 38 931 долар США (медіана — 32 500), а середній дохід на одну сім'ю — 44 884 долари (медіана — 41 250). Медіана доходів становила 32 308 доларів для чоловіків та 23 750 доларів для жінок. За межею бідності перебувало 21,2 % осіб, у тому числі 28,5 % дітей у віці до 18 років та 4,3 % осіб у віці 65 років та старших.
Цивільне працевлаштоване населення становило 107 осіб. Основні галузі зайнятості: мистецтво, розваги та відпочинок — 31,8 %, освіта, охорона здоров'я та соціальна допомога — 17,8 %, будівництво — 15,9 %.